# Frietkot

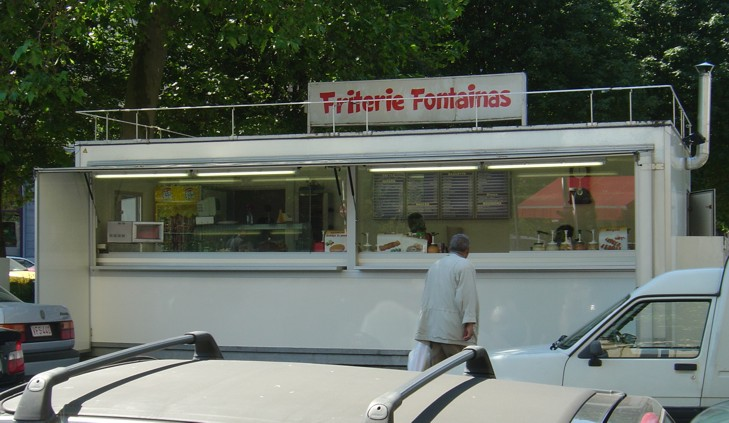
Een typisch frietkot in Brussel.

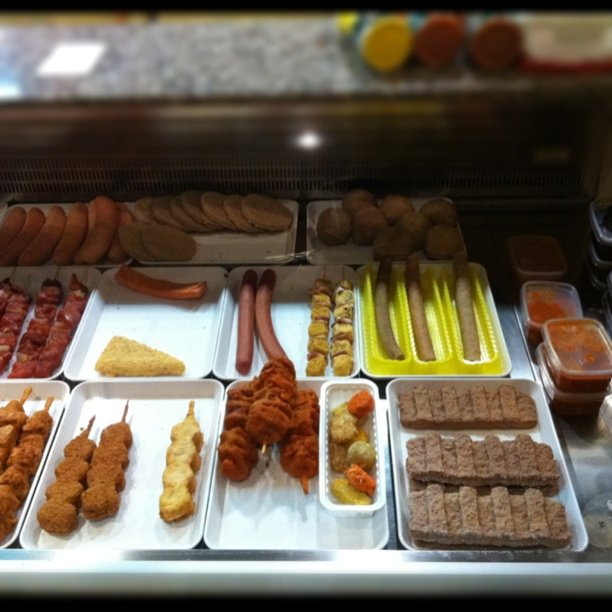
Een typisch assortiment van frituursnacks aangeboden bij een Belgische frituur.

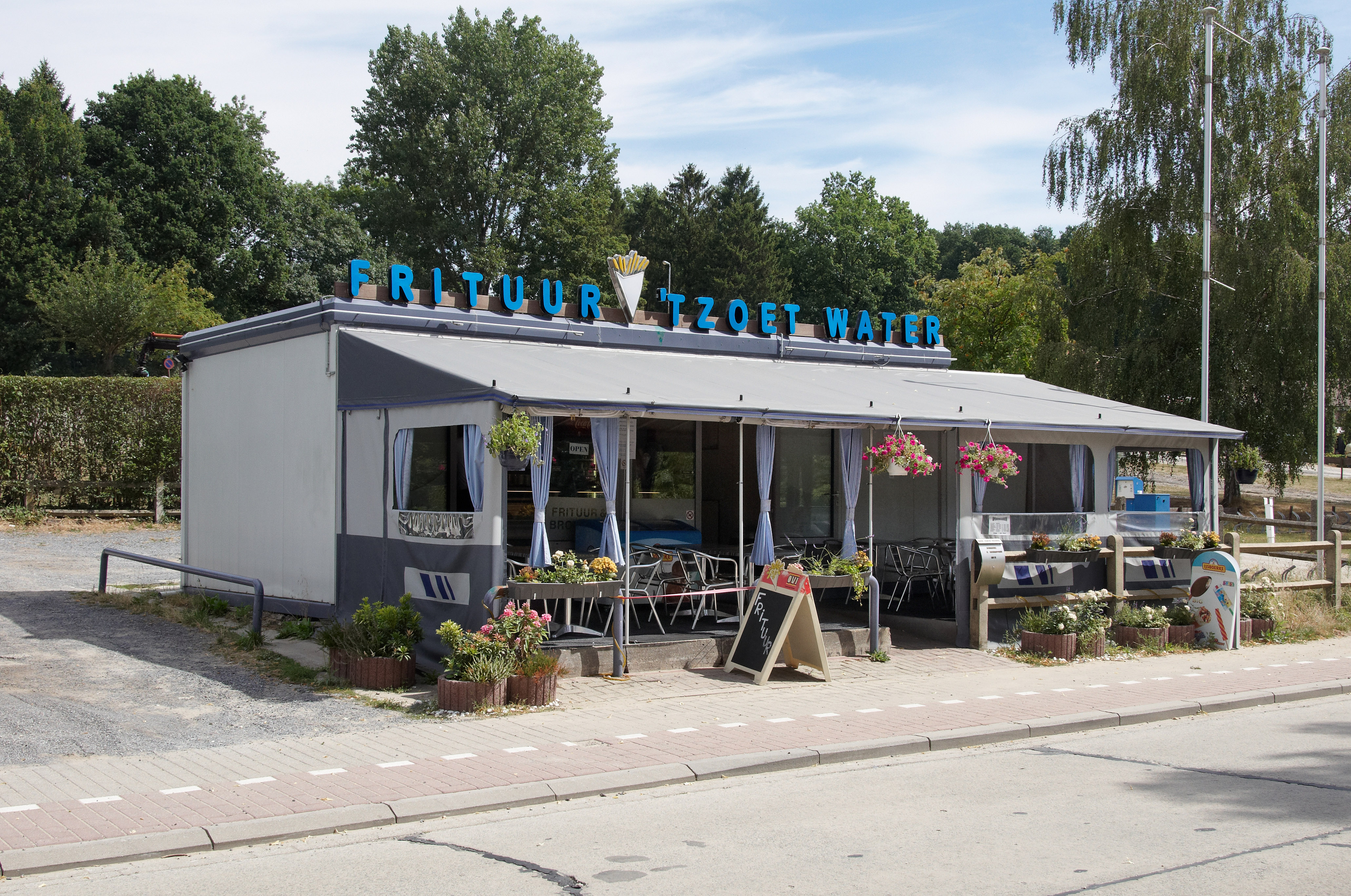
Frituur 't Zoet Water in Oud-Heverlee, België.

Een frietkot of frituur in Vlaanderen of een frietkraam of patatkraam in Nederland is een eetgelegenheid waar vooral frieten verkocht en geconsumeerd worden. Ook worden er snacks verkocht, zoals hamburgers, frikandellen en kroketten.
Frituren worden vaak gevonden op hoofdwegen en stads- en dorpspleinen en kunnen de vorm hebben van restaurants met bediening aan tafel tot een kraam of zelfs omgebouwde bestelwagen of caravan die alleen afhaalmaaltijden aanbiedt langs de weg.

## Geschiedenis

### België
De frituur vindt zijn oorsprong op Belgische kermissen in de 19e eeuw toen de eerste frietkoten mobiel waren. Men vermoedt dat de oudste frituur van België in Antwerpen stond: in 1842 bevond die zich aan het Steen en later verhuisde het naar de Groenplaats. In 1857 publiceerde een lokale krant, Courrier de Verviers, een artikel over Fritz die friet verkocht op kermissen. Ze noemden hem 'le roi des pommes de terre frites' (de koning van de gefrituurde aardappelen). Mobiele frietkramen zoals van Fritz volgden andere kermisattracties van stad tot stad. Fritz' vrouw, madame Fritz zou ook een belangrijke rol hebben gespeeld in het introduceren van de friet in Nederland in Breda. In Doornik kent men een mobiele frituur die sinds 1885 de oudste nog steeds bestaande frituur is. Na de Tweede Wereldoorlog kwamen er steeds vaker vaste frietkotten.
Anno 2012 kende België ongeveer 5000 frituren. In 2013 werd tijdens de Week van de Friet onder andere door de VLAM en het Nationaal Verbond van Frituristen (Navefri-Unafri), opgericht in 1984 als belangenbehartiger van de frituursector, gestart met een campagne ter erkenning van de frietcultuur. Dit groeide uit tot een oproep tot kandidaatstelling als immaterieel cultureel erfgoed van de mensheid bij UNESCO. Ook in Frankrijk gingen hiervoor stemmen op. Op 10 januari 2014 werd het Belgische frietkot als cultureel erfgoed erkend door toenmalig Vlaamse minister van cultuur Joke Schauvliege. In november 2016 volgde de erkenning als 'Chef d’œuvre du Patrimoine oral et immatériel de la Fédération Wallonie-Bruxelles' en in juli 2017 de officiële erkenning als Belgisch immaterieel erfgoed.

### Nederland
In Zeeland werd het frietkraam geïntroduceerd door een van de talrijke Belgische oorlogsvluchtelingen. Op 19 oktober 1914 opende hij het allereerste frietkraam in de stad Middelburg vlak voor het stadhuis. Tot dan toe had er geen enkele Zeeuw kennisgemaakt met een mobiel frietkraam en de verkoop nam vanaf dan een hoge vlucht.

## Typering
Frituren komen in verschillende vormen voor. Zo zijn er nog steeds houten frituurwagens, waarvan de beroemdste twee waarschijnlijk aan de voet van het belfort van Brugge staan. Modernere types zijn: caravanfrituur, chaletfrituur, mobiele kraamfrituur (ze zijn vooral te vinden op kermissen en markten) en huisfrituur (frituur ingericht op de gelijkvloerse verdieping van een pand).
Een frietkot is nadrukkelijk geen fastfoodeetgelegenheid. Deze maken meestal deel uit van grote ketens, vele frituren blijven daarentegen nog steeds onafhankelijk van elkaar. In fastfoodrestaurants en snackbars worden ook vaak kant-en-klare maaltijden opgediend, die ter plaatse enkel nog worden opgewarmd, terwijl een frituur wat ambachtelijker en volkser is.

## Cultuur
Gilles Houben is een kunstenaar gespecialiseerd in frietkotschilderijen. In 2011 liep van hem de tentoonstelling Frietkoten op doek in het Huis van Folklore en Tradities te Brussel.
In het Urbanus-stripalbum Het bronzen broekventje werd Frituur Betty uit Tollembeek afgebeeld. Eveneens noemenswaardig is het in 1983 verschenen Urbanus-stripalbum Het fritkotmysterie. De eerste druk van dit album, verschenen met een oplage van 10.000 exemplaren, was onmiddellijk uitverkocht. Beroemde fictieve frietkothouders zijn Jan Spier uit de stripreeks Nero, en Frieda Kroket uit de kinderserie Samson en Gert.
In 2016 opende Sergio Herman een keten van luxefrituren, de frietjes zouden gesneden worden uit vijf verschillende (Zeeuwse) aardappelrassen en de sausen zijn onder meer op basis van truffel. De servetten werden ontworpen door cartoonist Kamagurka, Frederik Molenschot maakte de fornuizen, Robine Lempers ontwierp de kostuums en Cor Unum de keramische potten voor de sauzen. Er zijn vestigingen in onder meer Utrecht, Den Haag, Arnhem (alle 2016) en Antwerpen (2017).
Sinds 2017 is er ook een ambassadeur van de Belgische friet, het figuurtje James Bint. Zijn achternaam verwijst naar de aardappelvariant Bintje. Het figuurtje, een knipoog naar James Bond, heeft als slagzin "license to fry" en werd in 2014 voor het eerst voorgesteld als mascotte voor de wereldtentoonstelling te Milaan in 2015. Daarnaast is op de Groenplaats te Antwerpen een frietkotmuseum gevestigd, en in Brugge vindt men sinds 2008 in de Saaihalle het Frietmuseum.